# Théorème de Zermelo
Cet article concerne le résultat de théorie des ensembles. Pour le théorème en théorie des jeux, voir Théorème de Zermelo (théorie des jeux).
En mathématiques, le théorème de Zermelo, appelé aussi théorème du bon ordre, est un résultat de théorie des ensembles, démontré en 1904 par Ernst Zermelo, qui affirme :
Théorème de Zermelo — Tout ensemble peut être muni d'une structure de bon ordre, c'est-à-dire d'un ordre tel que toute partie non vide admette un plus petit élément.

## Axiome du choix, théorème de Zermelo et lemme de Zorn
Le théorème de Zermelo, l'axiome du choix et le lemme de Zorn sont équivalents :

### Le théorème de Zermelo implique l'axiome du choix
Dans l'une de ses formulations, l'axiome du choix affirme que pour tout ensemble E, il existe une fonction qui à toute partie non vide de E associe un élément de cette partie. Une telle fonction peut être définie à partir d'un bon ordre sur E, en associant à chaque partie non vide de E son minimum pour le bon ordre considéré. Le théorème de Zermelo, qui affirme que tout ensemble peut être muni d'un bon ordre, implique donc l'axiome du choix.

### Le lemme de Zorn implique le théorème de Zermelo
Soit E un ensemble, soit M l'ensemble des relations de bon ordre sur une partie de E. M lui-même peut être muni d'un ordre partiel : on dit qu'un bon ordre o1 est inférieur ou égal à un bon ordre o2 si o1 est un segment initial de o2. On vérifie ensuite que M muni de cette relation est un ensemble inductif. Toute chaîne de M admet un majorant (qui est même une borne supérieure) : la relation dont le graphe est la réunion des graphes des ordres de la chaîne. On vérifie que cette relation est bien une relation de bon ordre (on exploite le fait que la chaîne est ordonnée par segment initial). Donc M admet un élément maximal. Un tel élément maximal est alors un bon ordre sur tout E (on pourrait sinon le prolonger en un bon ordre successeur, ce qui contredirait la maximalité).
Le lemme de Zorn implique donc l'axiome du choix (une preuve directe, sur le même principe, en est donnée dans l'article sur le lemme de Zorn). Réciproquement :

## Controverses sur le théorème
À la suite de la publication de Zermelo dans Mathematische Annalen, Emile Borel, dans le volume suivant de la même revue, exprime son désaccord quant à l'utilisation par Zermelo de l'axiome du choix. Il en suivra cinq lettres de débat entre Emile Borel, Jacques Hadamard, René Baire, et Henri Lebesgue.